# Herward Braunegg
Herward Braunegg (26 de dezembro de 1917 - 16 de dezembro de 1983) foi um oficial alemão que serviu durante a Segunda Guerra Mundial. Foi condecorado com a Cruz de Cavaleiro da Cruz de Ferro.

## Carreira

### Patentes
Oberleutnant

### Condecorações
| Cruz de Ferro 2ª Classe                                |
| Cruz de Ferro 1ª Classe                                |
| Cruz de Cavaleiro da Cruz de Ferro 28 de março de 1944 |